# Andoke
L’andoke (ou andoque) est une langue amérindienne isolée parlée dans le Sud-Ouest de la Colombie, près des rapides d'Aracuara, le long d'un affluent de la rivière Caquetá par 370 personnes.

## Phonologie
Les tableaux ci-dessous présentent les sons de l’andoke.

### Consonnes
|                    | Bilabiales | Alvéolaires | Vélaire | Glottales |
| ------------------ | ---------- | ----------- | ------- | --------- |
| Occlusives sourdes | p          | t           | k       | ʔ         |
| Occlusives sonores | b          | d           |         |           |
| Fricatives sourdes | ɸ          | s           |         | h         |
| Affriquée sonore   |            | d͡ʒ          |         |           |
| Battue             |            | ɾ           |         |           |
| Nasale             |            | n           |         |           |

### Voyelles
L’andoke a neuf voyelles orales et cinq nasales.
|             | Voyelles orales | Voyelles orales | Voyelles orales | Voyelles nasales | Voyelles nasales | Voyelles nasales |
| Antérieures | Centrales       | Postérieures    | Antérieures     | Centrale         | Postérieures     |                  |
| ----------- | --------------- | --------------- | --------------- | ---------------- | ---------------- | ---------------- |
| Fermées     | i               | ɨ               | u               | ĩ                |                  |                  |
| Moyennes    | e               | ə               | o               |                  | ə̃                | õ                |
| Ouvertes    | a               | ʌ               | ɑ               | ã                |                  | ɑ̃                |